# فتح اسلامی مغرب
فتح اسلامی مغرب (به عربی: الفَتْحُ الإسْلَامِيُّ لِلمَغْرِبِ‎)، به مجموعه جنگ‌هایی که مسلمانان در زمان خلفای راشدین و خلافت اموی برای فتح شمال آفریقا انجام دادند. طی این لشکرکشی که که از قرن ۷ تا ۸ میلادی به درازا کشید، مسلمانان توانستند شمال آفریقا یا مغرب را در سال ۷۰۹ میلادی ضمیمه خلافت اسلامی بکنند.